# レット・ゴー (アヴリル・ラヴィーンのアルバム)
『レット・ゴー』（Let Go）は、2002年に発表されたアヴリル・ラヴィーンのデビューアルバム。

## 解説
全米とカナダで6月4日に発売されたこのアルバムは、世界で2000万枚を売り上げ、特にカナダでは1年以内で100万枚を突破されたことから、ダイヤモンド認定された。これがきっかけで、ジュノー賞最優秀新人賞を獲得した。
日本では200万枚を出荷している。
2022年6月3日、アルバム発売20周年を記念し、『Let Go (20th Anniversary Expanded Edition)』が配信でリリースされた。このアニバーサリー・エディションでは、アルバム制作当初から楽曲自体は存在していたものの、アルバムの作風に合わず収録が見送られ、後にケリー・クラークソンへ提供されることになった「Breakaway」の新規レコーディング音源や映画『メラニーは行く!』（2002年公開）のサウンドトラックに収録された「Falling Down」、『アメリカン・パイ3:ウェディング大作戦』（2003年公開）のサウンドトラックに収録された「I Don't Give」、「Get Over Ot」などをボーナストラックとして追加収録し、アルバムジャケットも赤を基調とした新たなデザインへリニューアルされている。また同年11月2日には、アニバーサリー・エディションの完全生産限定2枚組アナログLP盤（日本盤は国内プレスの日本限定ホワイト・カラー・ヴァイナル仕様）として発売した。
本アルバムの制作に尽力した彼女のデビュー前までのマネージャーのクリフ・ファブリによると、このアルバム含め、初期のアヴリルのイメージはアラニス・モリセットから着想を得ている。また、アヴリル本人もモリセットを尊敬していたことを加味してその方向で企画・制作が進められた。モリセットがアルバムジャグド・リトル・ピル
Jagged Little Pill(1995年)の制作に際して作詞作曲を共同で行ったという事実も、本アルバム集成の大きな鍵となっている。。

## 収録曲
| #         | タイトル                               | 作詞  | 作曲・編曲 | 時間 |
| --------- | -------------------------------------- | ----- | ---------- | ---- |
| 1.        | 「ルージング・グリップ」               |       |            | 3:53 |
| 2.        | 「コンプリケイテッド」                 |       |            | 4:04 |
| 3.        | 「スケーター・ボーイ」                 |       |            | 3:24 |
| 4.        | 「アイム・ウィズ・ユー」               |       |            | 3:43 |
| 5.        | 「モバイル」                           |       |            | 3:31 |
| 6.        | 「アンウォンテッド」                   |       |            | 3:41 |
| 7.        | 「トゥモロウ」                         |       |            | 3:48 |
| 8.        | 「エニシング・バット・オーディナリー」 |       |            | 4:11 |
| 9.        | 「シングス・アイル・ネヴァー・セイ」   |       |            | 3:43 |
| 10.       | 「マイ・ワールド」                     |       |            | 3:27 |
| 11.       | 「ノーバディズ・フール」               |       |            | 3:57 |
| 12.       | 「トゥー・マッチ・トゥ・アスク」       |       |            | 3:45 |
| 13.       | 「ネイキッド」                         |       |            | 3:26 |
| 合計時間: | 合計時間:                              | 48:41 |            |      |

| #         | タイトル   | 作詞  | 作曲・編曲 | 時間 |
| --------- | ---------- | ----- | ---------- | ---- |
| 14.       | 「ホワイ」 |       |            | 4:01 |
| 合計時間: | 合計時間:  | 52:34 |            |      |

| #   | タイトル                                           | 作詞 | 作曲・編曲 | 時間 |
| --- | -------------------------------------------------- | ---- | ---------- | ---- |
| 15. | 「コンプリケイテッド」(ボーカルレス・バージョン)   |      |            | 4:05 |
| 16. | 「スケーター・ボーイ」(ボーカルレス・バージョン)   |      |            | 3:34 |
| 17. | 「アイム・ウィズ・ユー」(ボーカルレス・バージョン) |      |            | 3:46 |
| 18. | 「ルージング・グリップ」(ボーカルレス・バージョン) |      |            | 3:53 |

| #  | タイトル                                     | 作詞 | 作曲・編曲 |
| -- | -------------------------------------------- | ---- | ---------- |
| 1. | 「アイ・ドント・ギヴ」                       |      |            |
| 2. | 「コンプリケイテッド」(プロモーションビデオ) |      |            |